# Alocobisium philippinense
Espèce
Alocobisium philippinense est une espèce de pseudoscorpions de la famille des Syarinidae.

## Distribution
Cette espèce est endémique de Palawan aux Philippines. Elle se rencontre vers Tarumpitao.

## Étymologie
Son nom d'espèce, composé de philippine[s] et du suffixe latin -ense, « qui vit dans, qui habite », lui a été donné en référence au lieu de sa découverte, les Philippines.

## Publication originale
- Beier, 1966 : Über Pseudoscorpione von den Philippinen. Pacific Insects, vol. 8, p. 340-348.